# Mecayucan
Mecayucan är en ort i Mexiko.   Den ligger i kommunen Tlatlauquitepec och delstaten Puebla, i den sydöstra delen av landet, 180 km öster om huvudstaden Mexico City. Mecayucan ligger 1 714 meter över havet och antalet invånare är 103.
Terrängen runt Mecayucan är huvudsakligen kuperad, men norrut är den bergig. Runt Mecayucan är det ganska tätbefolkat, med 199 invånare per kvadratkilometer. Närmaste större samhälle är Teziutlan, 14,8 km öster om Mecayucan. I omgivningarna runt Mecayucan växer huvudsakligen savannskog.